# Roberto Durán
Pour les articles homonymes, voir Duran.
Roberto Durán Samaniego est un boxeur panaméen né le 16 juin 1951 à El Chorrillo, au Panama. Champion du monde dans quatre catégories de poids, il est considéré comme un des meilleurs boxeurs de tous les temps,.

## Carrière

### Débuts
Il commence à s'entraîner avec des boxeurs expérimentés au gymnase de Neco de La Guardia dès l'âge de 8 ans. Il fait ses débuts professionnels à l'âge de 16 ans, en poids légers, le 23 février 1968. Avant ses 18 ans, il compte déjà 12 victoires. Dans les premières années de sa carrière, il compte notamment des victoires contre le futur double champion du monde Ernesto Marcel, par décision unanime en 10 rounds le 16 mai 1970 ; ainsi que contre l'ancien champion du monde Hiroshi Kobayashi, qu'il bat par KO technique à la 7e reprise le 16 octobre 1971.

### Domination des poids légers
Le 26 juin 1972, après 28 victoires consécutives, il se mesure au Britannique Ken Buchanan, au Madison Square Garden de New-York, pour le titre de champion du monde WBA des poids légers. Buchanan est donné favori à 2 contre 1. Dès le 1er round, un crochet droit de Durán fait chuter Buchanan. Les rounds passant, l'avance de Durán sur les cartes des juges grandit inexorablement. Après 12 reprises, Durán est donné en tête chez les 3 juges avec 8 ou 9 rounds gagnés. En fin de 13e, les deux hommes envoient des coups après la cloche, Durán en envoie un qui fait se tordre Buchanan de douleur. Le clan Buchanan parlera d'un coup bas, l'arbitre soutiendra qu'il s'agissait d'un coup au plexus. Le combat est arrêté, Durán est déclaré champion du monde.
Il demeure très actif et livre plusieurs combats sans titre en jeu. Il perdra l'un d'entre eux le 17 novembre 1972, après être allé à terre au 1er round, déclaré battu par décision unanime des juges dans un combat en 10 rounds contre Esteban De Jesus. Il reste néanmoins champion du monde et enchaine 3 défenses victorieuses en 1973, il bat Jimmy Robertson par KO en 5 rounds. Il connait un dur combat contre Hector Thompson, mais envoie ce dernier à terre à 3 reprises, ce dernier, le visage ensanglanté, perd le combat par KO technique au 8e round. Il bat ensuite le Japonais Guts Ishimatsu par KO technique au 10e round, après l'avoir envoyé 5 fois à terre.

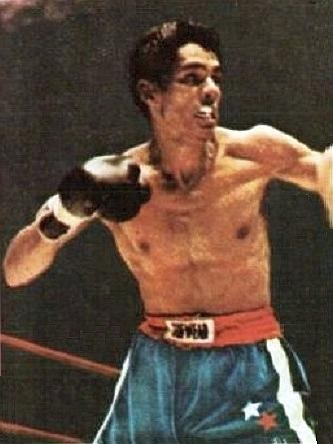
Roberto Duran au début des années 1970.

Pour effacer sa défaite de novembre 1972 face à Esteban De Jesus, Durán se mesure à lui, titre en jeu, le 16 mars 1974. Durán est donné vainqueur à 2 contre 1. Durán est pourtant envoyé à terre au 1er round, tout comme lors de leur premier affrontement. Il se relève néanmoins. Le 3e round sera particulièrement violent, les deux hommes échangent des douzaines de puissants coups sous l'ovation du public. Durán prend progressivement l'avantage, une combinaison de 5 coups envoie son adversaire à terre au 7e round. Le challenger manque d'y retourner au round suivant, mais tient bon jusqu'au 11e round où il retourne au tapis, pour le compte.
Il enchaine alors les défenses de titre par KO, il bat entre autres le champion du Japon Masataka Takayama en un seul round, met KO le champion NABF Ray Lampkin grâce à un crochet au début de la 14e reprise, le champion du Mexique Leoncio Ortiz dans le 15e et dernier round, ou encore Lou Bizzarro au 14e round.
Le 17 septembre 1977, Edwin Viruet est son premier adversaire à tenir 15 rounds, il perd néanmoins par décision unanime des juges. Roberto Durán remet une nouvelle fois sa ceinture WBA en jeu le 21 janvier 1978 et tente de s'emparer du même coup de la ceinture WBC, tenue par Esteban De Jesus. C'est la 3e fois que les deux hommes se rencontrent. Durán en tête sur les cartes des juges met son adversaire à terre au 12e round d'une courte droite. Son adversaire se relève mais un barrage de coups de Durán pousse l'arbitre à arrêter le combat. Roberto Durán détient les deux ceintures et a enchainé 12 défenses de titre depuis près de 6 ans.

### Roberto Durán contre Sugar Ray Leonard I et II
Durán laisse vacantes ses ceintures en poids légers en janvier 1979 pour passer chez les poids welters. Il y bat notamment l'ancien champion Carlos Palomino ou encore Zeferino Gonzalez. Le 20 juin 1980, il se mesure au champion du monde WBC, Sugar Ray Leonard, plus jeune de 5 ans et invaincu en 28 combats. Durán ne cesse d'insulter son adversaire les mois précédents l'affrontement, le Panaméen va même jusqu'à invectiver la famille de Leonard lors de la pesée en faisant un doigt d'honneur à la femme du boxeur américain. Le combat a lieu à Montréal où Leonard a gagné sa médaille d'or olympique 4 ans plus tôt. Il est donné favori à 9 contre 5. Le combat appelé "The Brawl in Montreal" est très attendu, et va au bout des 15 reprises. Durán l'emporte par décision unanime des juges, parlant de ce combat comme de son meilleur. Leonard parlera de Durán comme de l'adversaire le plus dur qu'il ait rencontré.
La revanche a lieu le 25 novembre de la même année soit 5 mois seulement après le premier affrontement entre les deux hommes. Durán a alors pris une vingtaine de kilos après des mois d'excès à la suite de sa première victoire et le retour à l'entraînement est extrêmement difficile pour le Panaméen. Quelques jours avant la pesée, il doit encore perdre une dizaine de kilos. Leonard qui est donné favori mais cette fois à 6 contre 5, a pour stratégie d'utiliser sa vitesse et son agilité pour frustrer Durán. Sa plus grande précision lors de ce match est évidente. En cours de 8e reprise Durán abandonne le combat sur des paroles restées célèbres: "¡No más, no más!" (pas plus, pas plus). Il parlera de crampes d'estomac pour expliquer ce désistement alors qu'il ne semblait pas blessé, le manager de Leonard affirmera qu'il était simplement embarrassé.

### Poids super-welters
Après 9 mois sans matchs, Durán fait son retour, en poids super-welters. Il remporte deux succès dont un contre l'ancien champion d’Europe Luigi Minchillo. Le 30 janvier 1982, il tente de ravir le titre à Wilfred Benitez. Ce dernier part favori et conserve sa ceinture par décision unanime, Durán connait la 3e défaite de sa carrière. En septembre 1982, il est battu par décision partagée par Kirkland Laing. Cette défaite sera nommée Surprise de l'année Ring Magazine. Don King lui conseille alors de se retirer. Mais Durán remporte 2 matchs supplémentaires, battant notamment l'ancien champion du monde Pipino Cuevas par KO technique en 4 rounds pour sa 75e victoire.
Le jour de ses 32 ans, Durán fait face à Davey Moore pour la ceinture de champion du monde WBA. De 9 ans plus jeune, ce dernier a déjà défendu 3 fois sa ceinture. Durán éprouve Moore dès le 1er round et progressivement, l’œil droit du champion se ferme. Moore devient bientôt une cible facile, le combat tourne au bain de sang, l'arbitre l'arrête au 8e round, Durán devient le 7e boxeur à remporter le titre dans 3 catégories de poids différentes.

### Durán contre Hagler
Roberto Durán grimpe alors en poids moyens pour affronter le champion incontesté, Marvin Hagler, le 10 novembre 1983. Ce dernier est donné vainqueur à 4 contre 1. Pourtant, Durán lui impose un combat serré, et après 13 rounds, mène de peu sur les cartes des juges. Hagler remporte pourtant les deux derniers rounds et le combat, et conserve ses ceintures. Malgré sa défaite, Durán sera le seul à avoir tenu 15 rounds contre Hagler.

### Durán contre Hearns
Durán redescend en poids super-welters pour se battre contre l'étoile montante Thomas Hearns, le 15 juin 1984. La ceinture de champion du monde WBC est en jeu. Il est sévèrement battu : Mis deux fois à terre au premier round, il ne semble plus avoir toute sa lucidité à l'issue de ces premières 3 minutes. Une droite d'Hearns à la mâchoire le met KO pour le compte au 2e round. Le Panaméen ne se battra plus en professionnel durant un an et demi.

### Retour en poids moyens
Durán fait son retour le 31 janvier 1986, mais pour beaucoup, sa carrière est finie. Après deux victoires contre des adversaires comptant plus de défaites que de victoires, il est d'ailleurs battu par décision partagée par Robbie Sims le 23 juin 1986. Après 11 mois, il revient pourtant sur le ring. Jusqu'en octobre 1988, il enchaine 5 victoires, ce qui, à 37 ans, lui permet de briguer un match pour le titre contre Iran Barkley le 24 février 1989.
Le champion est donné favori. Le combat est pourtant disputé et Durán envoie même Barkley à terre au 11e des 12 rounds. Le combat va au bout, la décision des juges est partagée. 21 ans après ses débuts en professionnel, Durán est à nouveau champion du monde, il réussit cette performance dans une 4e catégorie de poids. Cet affrontement est nommé Combat de l'année Ring Magazine.

### Roberto Durán contre Sugar Ray Leonard III
Durán tente d'y ajouter une 5e catégorie le 7 décembre 1989 en combattant une 3e fois Sugar Ray Leonard pour le titre de champion du monde WBC des poids super-moyens. Leonard est donné favori, et le combat va être à sens unique, Durán est dominé, il perd par décision unanime des juges avec un large retard.

### Fin de carrière en poids super-moyens
À près de 41 ans, Durán fait sa rentrée le 18 mars 1991. Il connait une nouvelle défaite contre Pat Taylor, ayant dû abandonner à cause d'une blessure à l'épaule. Après un an et demi d'arrêt, il revient et remporte 7 victoires de suite. En 1994, 1995 et 1996, il connait trois défaites sur décision pour le gain de la ceinture mineure IBC, deux fois contre Vinny Pazienza et une contre Hector Camacho. Mais il remporte également de nombreuses victoires contre des adversaires de valeur diverse, dont l'ancien champion du monde Jorge Fernando Castro.
Son dernier combat pour un titre mondial a lieu en 1998, contre William Joppy, où il est battu en 3 rounds. Le 14 juillet 2001, il combat pour la dernière fois, battu sur décision des juges par Hector Camacho. Un accident de voiture cette année-là le contraint à se retirer pour de bon.

### Retraite
En 2001, Durán a sorti un album de musique salsa. Le 10 juin 2007, il a été intronisé au International Boxing Hall of Fame à New York.

## Distinctions
- Duran - Barkley est élu combat de l’année en 1989 par Ring Magazine.
- Roberto Durán est membre de l'International Boxing Hall of Fame depuis 2007.